# شهرستان گرنت (واشینگتن)
شهرستان گرنت، واشینگتن (به انگلیسی: Grant County, Washington) یک شهرستان در ایالات متحده آمریکا است که در ایالت واشینگتن واقع شده‌است.

## خصوصیات
شهرستان گرنت ۷٬۲۲۸٫۷ کیلومترمربع مساحت دارد.